# 부영버스
부영버스는 부산광역시 남구 대연동에 본사를 둔 마을버스 운송 업체이고, 현재 남구3번만 운행중인 회사이다.

## 차고지
- 부산광역시 남구 대연동(본사)

## 운행 노선
- 남구3번 (못골시장 - 부산외국어대학교- 우암동 - 적기뱃머리 - 배정중학교 - 문현교차로 - 평화·자유시장- 범일역)

## 보유 차량
- 현대자동차: E-카운티, 뉴 카운티
- 자일대우버스: 레스타